# Буда (Смолевицький район)
Буда (біл. вёска Буда) — село в складі Смолевицького району Мінської області, Білорусь. Село підпорядковане Жодинській сільській раді, розташоване в центральній частині області.